# Paisley
Paisley (în scoțiană Pàislig) este un oraș din Scoția, situat la 11 km de Glasgow. Paisley a cunoscut o dezvoltare industrială în secolul al XVIII-lea, când a devenit un centru al industriei textile.

## Istoric
Localitatea își datorează existența așezământului monahal întemeiat aici de călugărul irlandez Mirin de Paisley în secolul al VII-lea. Denumirea Paisley provine din cuvântul britonic Passeleg („biserică”), derivat din termenul greco-latin basilica.
Mănăstirea Paisley a fost desființată în anul 1560, în contextul Reformei protestante, însă amintirea călugărului Mirin este păstrată în denumirea clubului local de fotbal, St. Mirren FC.

## Personalități născute aici
- J. T. McIntosh (1925 - 2008), scriitor;
- Tom Conti (n. 1941), actor, regizor;
- Gerry Rafferty (1947 - 2011), muzician;
- Gerard Butler (n. 1969), actor;
- Paul McGillion (n. 1969), actor;
- Fiona MacDonald (n. 1974), jucătoare de curling;
- David McKenna (n. 1986), fotbalist.